# Lobsang Pelden Tenpe Dronme
Le dernier changkya khutukhtu, septième de la lignée, naquit en 1891 à Datong dans l'ancienne province tibétaine de l'Amdo et dans l'actuelle province de Qinghai, et décéda le 4 mars 1957 à Taïwan. Il fut l'allié de la République de Chine et en occupa des fonctions officielles. En 1930 il devint membre de la Commission des affaires mongoles et tibétaines, en 1935 membre de la commission centrale de contrôle du Kuomintang et en 1937 membre du Conseil de la République de Chine (1925-1948). Il fut élu parlementaire en 1947. En 1948 il devient conseiller présidentiel. Il soutint la souveraineté chinoise en Mongolie-Intérieure et au Tibet et s'opposa au communisme. En 1947 il fut reconnu par la République de Chine comme égal au dalaï-lama et au panchen-lama et reçut le sceau et le certificat confirmant son statut. Il quitta la Chine continentale et s'installa à Taïwan en 1949 où il mourut en 1957. Sa tombe est marquée par un stupa dans le district de Beitou, Taipei. Il a été rapporté qu'avant sa mort en 1957, il avait signé un engagement qu'il ne se réincarnerait pas jusqu'à ce que la République de Chine reprenne le continent.
Il s'installe sur le mont Wutai, où il rencontre le président Yuan Shikai en 1912. Il met fin à un conflit en 1917 "et fonde son bureau dans la cour Puleyuan de Zhenhaisi en 1937." Il encourage les moines du mont Wutai à s'enrôler dans l'armée contre les Japonais. Mort à Taiwan, jusqu'à récemment, ses disciples prévoyaient de ramener sa dépouille au mont Wutai.